# Gerichtsbezirk Villa Lagarina
Der Gerichtsbezirk Villa Lagarina (bis 1905 Gerichtsbezirk Nogaredo) war ein dem Bezirksgericht Villa Lagarina unterstehender Gerichtsbezirk in der Gefürsteten Grafschaft Tirol. Der Gerichtsbezirk war Teil des Trentino und gehörte zum Bezirk Rovereto. Er umfasste das Vallagarina (Lagertal). Nach dem Ersten Weltkrieg musste Österreich den gesamten Gerichtsbezirk an Italien abtreten.

## Geschichte
Der Gerichtsbezirk Villa Lagarina wurde durch eine 1849 beschlossene Kundmachung der Landes-Gerichts-Einführungs-Kommission als Gerichtsbezirk Nogaredo geschaffen und umfasste ursprünglich die 19 Gemeinden Aldeno, Brancolino, Castellano, Folas, Garniga, Isera, Lenzima, Limone, Marano, Nogaredo, Nomi, Patone, Pedersano, Piazzo, Pomarolo, Reviano, Roarna, Sasso und Villa Lagarina.
Der Gerichtsbezirk Nogaredo bildete im Zuge der Trennung der politischen von der judikativen Verwaltung
ab 1868 gemeinsam mit den Gerichtsbezirken Ala, Mori und Rovereto den Bezirk Rovereto.
Der Gerichtsbezirk Nogaredo wies 1869 eine Bevölkerung von 10.422 Personen auf.
Der Gerichtsbezirk Nogaredo wurde 1905 in Gerichtsbezirk Villa Lagarina umbenannt.
1910 wurden für den Gerichtsbezirk 11.026 Personen ausgewiesen, von denen 18 Deutsch (0,2 %) und 10.874 Italienisch oder Ladinisch (98,6 %) als Umgangssprache angaben.
Durch die Grenzbestimmungen des am 10. September 1919 abgeschlossenen Vertrages von Saint-Germain wurde der Gerichtsbezirk Villa Lagarina zur Gänze Italien zugeschlagen.

## Gerichtssprengel
Der Gerichtssprengel umfasste 1910 die 16 Gemeinden Aldeno, Castellano, Cimone, Garniga, Isera, Lenzima, Marano, Noarna, Nogaredo, Nomi, Patone, Pederzano, Pomarolo, Reviano-Folas, Sasso und Villa Lagarina.